# Agyneta dynica
Agyneta dynica är en spindelart som beskrevs av Michael Ilmari Saaristo och Koponen 1998. Agyneta dynica ingår i släktet Agyneta och familjen täckvävarspindlar. Inga underarter finns listade i Catalogue of Life.